# 杨兆鋆
杨兆鋆（英語：Yang Zhaoyun，1854年？月？日—？年？月？日），字诚之，号须圃，浙江吴兴人，是清朝的外交官，曾担任驻比利时公使。

## 著作
- 《杨须圃出使奏议》
- 《须曼精庐算学》